# 諾曼人

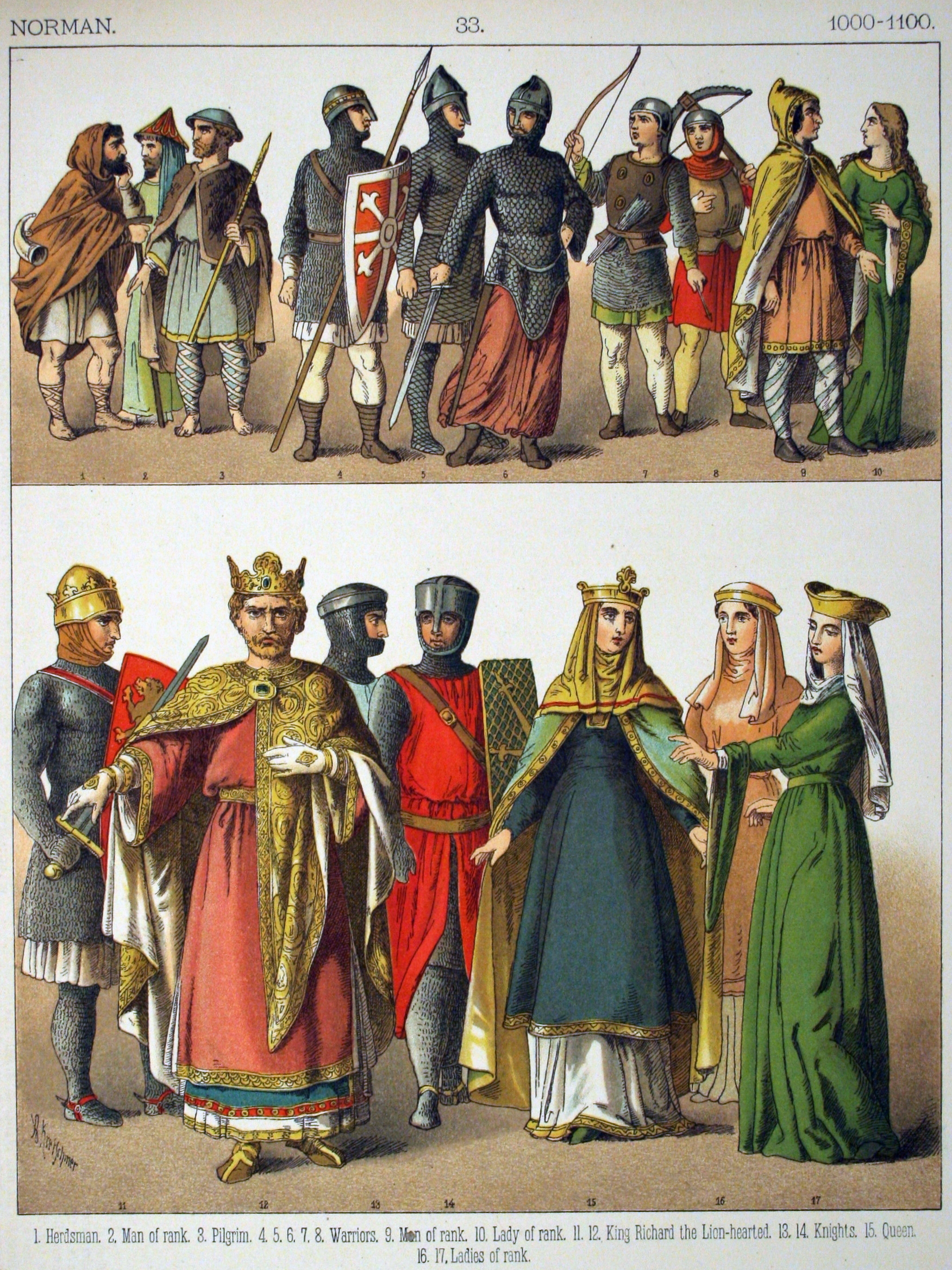
公元1000-1100年时诺曼人的民族服饰，绘于维多利亚时期

诺曼人（诺曼语：Normaunds）是在10至11世纪的維京军事集团的擴張中，由定居於法國諾曼第公國的維京人与法兰克人、高卢罗马人和融合形成的民族。 諾曼人首領羅洛在911年的沙特爾圍城戰中戰敗後宣誓效忠西法兰克国王查理三世，罗洛成为第一任诺曼底公爵，而諾曼人所佔據的領地正式合法化並成為西法兰克的一部分。诺曼人的民族文化最早出现于10世纪中叶，在和法兰克人与高卢罗马人的长期融合后，他们逐渐接受了西法兰克文化。但其独特的民族文化与民族特征并未完全消失，而是在之后的几个世纪中不断发展。
1066年，诺曼底公爵威廉一世征服英格兰，建立了英国历史上的诺曼底王朝。诺曼底王朝对中世纪的欧洲和近东地区有着巨大的政治、文化、军事影响。诺曼人以他们的尚武精神以及对天主教的虔诚而闻名，一度成为天主教拥护者的代名词。 诺曼底地区的诺曼人主要使用高卢罗曼语，同时诺曼语也被作为方言使用。诺曼底公国是法国中世纪时期的主要封地，在理查一世统治下成为了一个强大而稳定的公国。 在他的統治於996年結束之時，北歐維京人的後代們「不僅皆成為基督徒，而且在所有基礎上都成為法國人。他們採用了法語、法國的法律和制度思想，以及法國的社會風俗，並且完全的與法蘭克人和高盧人融合」。
诺曼人以其独特的罗马式建筑和音乐传统文化以及重大的军事创新而闻名。诺曼人从萨拉森人和拜占庭人手中夺取意大利南部和马耳他岛后，在罗杰二世率领下建立了西西里王国。诺曼底公爵威廉一世则率领远征队在1066年的黑斯廷斯战役中击败并征服了英格兰。後來西西里诺曼人博希蒙德一世在十字軍東征時到黎凡特地区建立了安条克公国。诺曼人的影响力达到顶峰时，苏格兰、威尔士、爱尔兰、加纳利群岛等地区均被诺曼文化影响。
诺曼人在征服地区引入的文化以及司法和政治制度，依旧对许多欧洲国家有着重要影响。

## 诺曼人与诺曼底

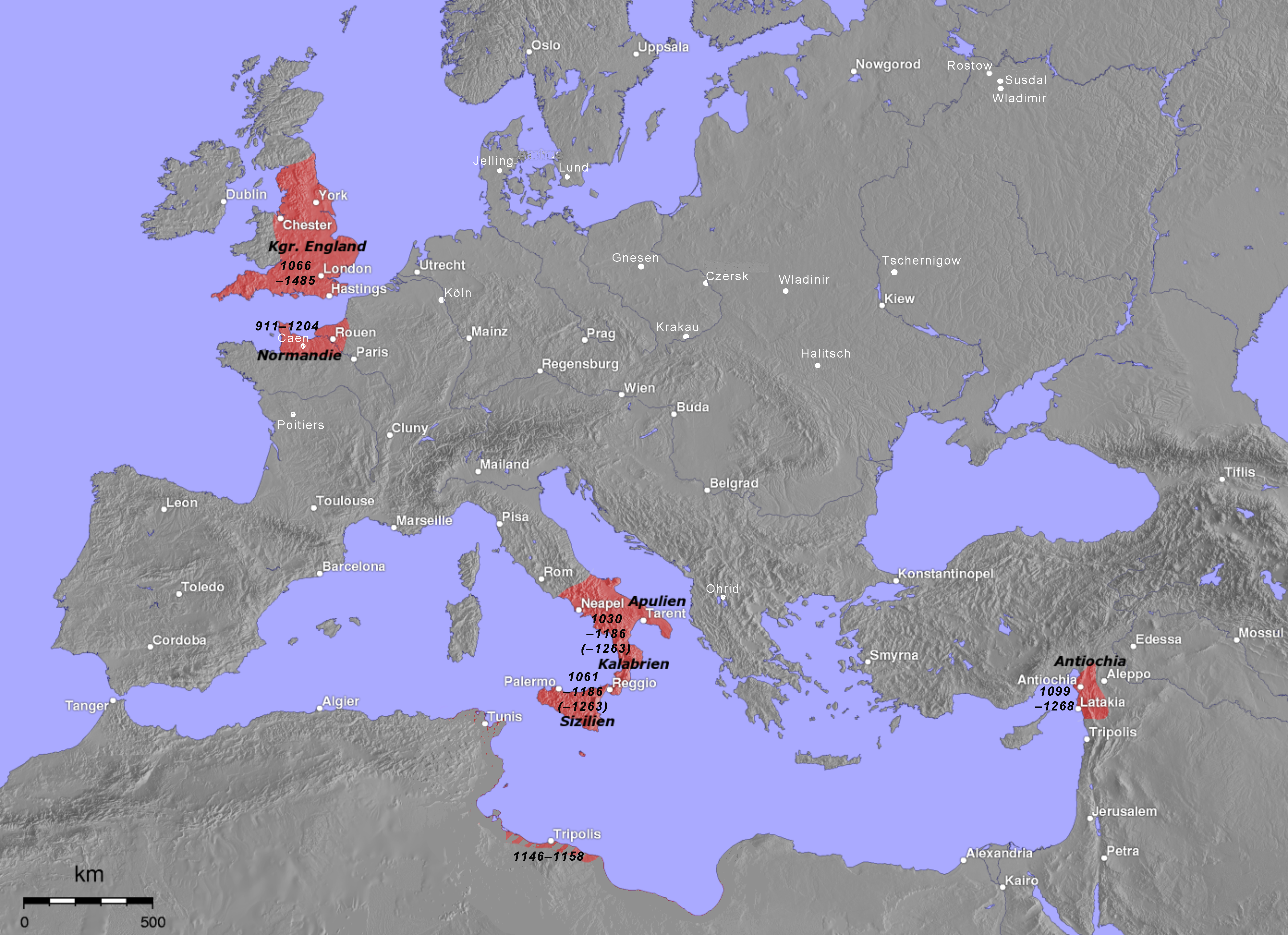
诺曼人征服区域示意图（红色部分），其势力范围曾延伸至马耳他、英格兰及部分北非地区

从地理概念而言，诺曼底地区的范围大致相当于古代鲁昂教区以及历史上被称为新布列塔尼或西佛兰德斯的区域，该地区作为次级行政区划始终缺乏明确边界。从人口构成来看，当地居民以法兰克人为主体，自880年代起陆续迁入的维京人殖民者主要分布于两大聚居区：规模较小的上诺曼底（东部）和较大的下诺曼底（西部）。
需注意区分"诺曼人"（Normans）与"北人"（Norsemen）的概念差异——后者特指来自斯堪的纳维亚的维京族群。然而在古罗斯编年史中，"诺曼"常被用来指代瓦良格人（Varangians）；类似地，法兰克王国文献也将9世纪前期劫掠法兰西后定居诺曼底的各维京部族统称为诺曼人。
至10世纪，原本以劫掠为主的维京军事集团逐渐转型为包含妇女与动产定居的永久性社群。随着异教信仰逐渐被当地基督教文化取代，古诺尔斯语也让位于奥依语的加洛羅曼語变体。经过一两代人的文化融合，定居维京后裔在语言习俗方面已与法兰克邻居无异。
诺曼地区较早吸纳了盛行于北法的封建制度，并将其发展为独特的阶级体系。与可追溯至加洛林王朝的法兰克贵族不同，诺曼军事贵族多形成于11世纪之后。1066年诺曼征服前夕，大量缺乏土地的诺曼骑士以雇佣兵身份活跃于欧洲各地。十字军东征前，骑士阶层尚未获得崇高社会地位，仅代表具备战马装备的职业武士身份，这也促使许多诺曼后裔积极参与东征以获取财富与封地。

## 语言发展
诺曼语的形成过程具有鲜明的文化融合特征：掌握统治权的维京精英阶层逐渐采用当地奥依语，最终形成这种兼具北欧语底层词汇与罗曼语语法结构的区域性语言。今天，诺曼语在法国、英属海峡群岛、西西里地区仍然存留。

## 主要贵族世家
- 诺曼底王朝——首个统治诺曼底公国的维京家族，其创立者罗洛（亦称诺曼底的罗贝尔）通过911年《圣克莱尔条约》获得西法兰克国王查理三世正式册封，由此确立诺曼底作为独立公国的法律地位。
- 欧特维尔家族——发源于科唐坦半岛的诺曼军事贵族，以地中海远征与十字军活动闻名。该家族鼎盛时期建立起横跨欧亚非三大陆的西西里王国，成为中世纪南意大利最具影响力的统治力量。